# Kohanjac
Kohanjac – wieś w Chorwacji, w żupanii karlowackiej, w gminie Žakanje. W 2011 roku liczyła 96 mieszkańców.